# KkStB-Tenderreihe 56
| kkStB 56 / BBÖ 56 / ÖBB 9056 | kkStB 56 / BBÖ 56 / ÖBB 9056                                                                                    | kkStB 56 / BBÖ 56 / ÖBB 9056                                                                                    |
| ---------------------------- | --- | --- |
|                              | | |
| Technische Daten             | | |
|                              | | Öltender |
| Anzahl der Achsen            | 3 | 3 |
| Baujahr                      | 1894–1908 | 1894–1908 |
| Stückzahl                    | 342 | 342 |
| Radstand                     | 3200 mm | 3200 mm |
| Laufrad-Ø                    | 995 mm | 995 mm |
| Wasser                       | 16,7 m³ | 16,7 m³ |
| Kohle/Öl                     | 8,5 m³ | 4,5 m³ |
| Leergewicht                  | 17,0 t | 18,5 t |
| Dienstgewicht                | 39,2 t | 39,2 t |
| gekuppelt mit Lokomotiven    | 6, 106, 206, 306, 108, 9, 10, 110, 210, 310, 910, 329, 429, 60, 160, 170, 270, 470, 174, 80, 180, 280, 380, 100 | 6, 106, 206, 306, 108, 9, 10, 110, 210, 310, 910, 329, 429, 60, 160, 170, 270, 470, 174, 80, 180, 280, 380, 100 |

Die kkStB-Tenderreihe 56 war eine Schlepptenderreihe der k.k. Staatsbahnen (kkStB).
Die kkStB beschaffte diese Tender für ihre Lokomotiven ab 1894.
Sie wurden von der Lokomotivfabrik Floridsdorf, von der Wiener Neustädter Lokomotivfabrik, von Ringhoffer in Prag-Smichov, von der Lokomotivfabrik der StEG und von der Böhmisch-Mährischen Maschinenfabrik geliefert.
Einzelne Exemplare kamen von der Maschinen- und Waggonfabrik Kasimir Lipiński in Sanok und von der Maschinenfabrik Bromovský, Schulz & Sohn in Königgrätz.
Schon wegen seiner großen Anzahl gehörte er zu den Standardtendern der kkStB.
1908 ließ die kkStB für die neue 210.01 einen Tender bei der Lokomotivfabrik Floridsdorf bauen, den sie als 57.01 bezeichnete.
1910 wurde er in 56.342 umnummeriert, da er sich von den Tendern dieser Reihe nur durch das geringere Leergewicht von 15,5 t unterschied.